# Union démocratique bretonne
Union Democratique Bretonne (bretonska Unvaniezh Demokratel Breizh) är ett politiskt parti som verkar för självstyre för Bretagne inom Frankrike. Partiet bildades 1964 och fick 3 mandat i lagtinget 2004.